# David Garrick
David Garrick (Hereford, 1716. február 20. – London mellett, 1779. január 20.) angol színész és drámaíró.

## Életpályája
Édesapja, Sieur De Garriques, Franciaországból Angliába vándorolt hugenotta volt. Fiából jogászt akart nevelni, de ez inkább a színipályára vágyott. Eleinte nagybátyja irodájában dolgozott Lisszabonban, aztán jogot tanult Londonban és testvérével együtt borkereskedést nyitott. 1741 októberében Lyswickben először lépett fel mint színész Lyddel név alatt, majd Londonban III. Richárdot játszotta. Sikere oly nagy volt, hogy nem maradhatott inkognitóban. Családja kitagadta, de amikor hihetetlen rövid idő alatt híressé lett és egymásután aratta diadalait, hozzátartozói is kibékültek vele.
1742-ben rövid időre Dublinba ment, és még nagyobb sikerrel játszott 1745-ig, amidőn a londoni Drurylane-színház szerződtette. Azután Sheridannal újból Dublinba ment, de már 1746-ban a Covent Garden színházhoz hívták meg és 1747-ben Laryval együtt, miután előbb (1763-65) Francia-, Olasz- és Németországot beutazta, a Drurylane-színházat vette meg és azt Lary halála után mint egyedüli igazgatója vezette.
Bámulatos színészi tehetség volt. Nagy terjedelmű hangja és remek arcjátéka, valamint színes és gazdag egyénisége alkalmassá tette mind a tragikus, mind a komikus szerepekre. Mindkét műfajban egyszerű, természetes eszközökkel érte el rendkívüli sikereit. Kótsi Patkó János, a kolozsvári úttörő játszótársaság vezéralakja sokszor hivatkozott Garrickre, és az álpátosszal dolgozó német színészekkel szemben őt állította játszótársai elé követendő mintaképül. Garrick a főhőse Deinhardstein Garrick BristoIban c. négyfelvonásos vígjátékának, melyet Csató Pál fordításában többször játszottak a Nemzeti Színházban.
A Westminsteri apátságban Anglia jelesei mellett van eltemetve. Maradványait 1795-ben szállították ide, és az általa létesített Shakespeare-emlék lábánál helyezték el.
Fő érdeme, hogy Shakespeare darabjait újból fölelevenítette a színpadon; mint tragikus és komikus egyaránt kiváló színész volt. Vígjátékai (27) közül néhány máig is fennmaradt a műsoron, így The lying valet, Miss in her teens, High life below stairs, The claudestine marriage (Colmannal együtt írta). Drámai művei: Dramatic works, Londonban 1768-ban (3 köt.) és 1798-ban (3 köt.) jelentek meg. Prológusai, episztolái, költeményei Poetical works of D. G. címmel jelentek meg (uo. 1785, 2 köt.).
Levelezését 1831-ben adták ki. Neje Eva Marie, leánynevén Veigel (Bécs, 1724. február 29. – London, 1822. október 16.) Violette néven híres és ünnepelt táncosnő volt.